# Stylorache albida
Stylorache albida är en fjärilsart som beskrevs av George Francis Hampson 1910. Stylorache albida ingår i släktet Stylorache och familjen nattflyn. Inga underarter finns listade i Catalogue of Life.